# A-lehdet
A-lehdet Oy är ett finländskt tidningsförlag grundat 1933 i Helsingfors. Förlaget utger ett flertal finskspråkiga tidskrifter, främst bland dem Apu med en upplaga på 128 059 (2015). A-lehdet ägs av familjen Lyytikäinen och ingår i A-lehdet-koncernen.